# Тод Броунінг
Чарлз Альберт Броунінг молодший (англ. Charles Albert Browning, Jr.), більш відомий як Тод Броунінг (англ. Tod Browning; 12 липня 1880 — 6 жовтня 1962), — американський кінорежисер, актор і сценарист, один з основоположників жанру фільмів жахів.

## Біографія
Народився 12 липня 1880 в Луїсвіллі, штат Кентуккі. З дитинства захоплювався самодіяльним театром. У віці 16 років утік із дому з бродячим цирком і взяв псевдонім Тод Броунінг. Працював закликальником, клоуном, виконував номер «живий труп» (його закопували в землю в труні на дві доби). Потім кілька років виступав у вар'єте як актор, фокусник і танцюрист, згодом — як режисер. У цьому амплуа він познайомиться в 1909 році з Д. У. Гріффітом і почав грати невеликі ролі в короткометражних кінокомедіях студії Biograph.
У 1913 році Броунінг слідом за Гріффітом переїхав у Каліфорнію і продовжував грати ролі другого плану у фільмах студії Reliance-Majestic, у тому числі одну з цих ролей — у «Нетерпимості» (1916). У 1915 році почав працювати також як постановник короткометражних фільмів, проте незабаром почав пити, в червні 1915 потрапив через це у важку автомобільну аварію і зміг повернутися до роботи режисера тільки в 1917 році.
Першим повнометражним фільмом Броунінга став «Джим Бладсо» (Jim Bludso, 1917), тепло сприйнята публікою історія про самовідданого капітана пароплава, який загинув, рятуючи пасажирів. Потім були декілька більш-менш успішних постановок для студії Metro. У 1918 році став співпрацювати зі студією Universal, де познайомився з продюсером Ірвінгом Тальбергом, який запропонував йому попрацювати з актором Лоном Чейні. Першим їхнім спільним фільмом стала мелодрама «Зіпсована красуня» (The Wicked Darling, 1919), в якій Чейні грав злодія, який залучив дівчину з нетрів у злочин.
Кар'єра Броунінга йде вгору, однак після смерті батька він знову починає пити та втрачає роботу в Universal. Вилікувавшись від алкоголізму, Броунінг повертається до режисури та ставить кілька фільмів для студії «Metro Goldwyn Mayer». В 1925 році він відновлює контакти з Universal і робить надзвичайно успішний фільм «Нечестива трійця» (The Unholy Three, 1925) з Лоном Чейні. Їхня співпраця триває й надалі у фільмах «Чорний дрізд» (1926), «Дорога на Мандалай» (1926), «Невідомий» (1927), «На захід від Занзібару» (West of Zanzibar, 1928) та інших. У фільмі Броунінга «Лондон після півночі» (1927) Чейні грав несправжнього вампіра, що навело їх на думку поставити екранізацію роману Брема Стокера «Дракула». У 1929 році Броунінг починає ставити звукові фільми, першим з яких стає «Тринадцятий стілець» (The Thirteenth Chair, 1929).
Чейні готувався до фільмування в головній ролі в «Дракулу», проте в 1930 році помер. Постановка фільму була доручена студією Броунінг, і він (під тиском продюсерів) запросив на головну роль Белу Лугоші, який вже грав Дракулу у театральній постановці. Фільм, що вийшов на екран у лютому 1931 року, користувався грандіозним успіхом у глядачів, витримавши кілька повторних релізів. Його успіх не тільки дозволив зробити згодом кілька тематичних продовжень, але й відкрив дорогу цілої хвилі фантастичних фільмів жахів.
Після постановки «боксерської» спортивної драми «Залізна людина» (The Iron Man, 1931), Броунінг починає працювати над «Виродком» (Freaks, 1932) — фільмом, який вважається його головним художнім досягненням і найбільшим комерційним провалом. Це була мелодрама з життя циркової трупи, в якій різноманітні потвори виступають разом з «нормальними» акторами. Красуня-гімнастка закохує в себе карлика, який успадкував великий стан. Після весілля вона намагається його отруїти. Однак виродки розкривають її задум і жорстоко мстяться. Фільм, в якому знімалася сама виняткова група акторів з фізичними відхиленнями за всю історію кінематографа, ніс гуманістичний і моральний заряд найвищого напруження, але публіка виявилася не готова до запропонованого Броунінгом рівню відвертості. Ніякі скорочення не могли врятувати фільм від провалу в прокаті й він на три десятиліття виявився похований в студійному архіві.
Після «виродків» Броунінг зумів поставити лише кілька фільмів, серед яких слід згадати містичні трилери «Знак вампіра» (Mark of the Vampire, 1935), «Диявольська лялька» (The Devil Doll, 1936) і детектив «Чудеса на продаж» (Miracles for Sale, 1939), який став його останньою режисерською роботою в кіно. Згодом Броунінг займався лише написанням сценаріїв. В 1942 році він пішов на спочинок, оселився в Малібу і жив настільки усамітнено, що в 1944 році в пресі навіть з'явилися повідомлення про його смерть. Відомо, що в 1950-х роках він переніс операцію на язику через рак горла, і після цього не показувався на очі навіть найближчим родичам.
Тод Броунінг помер 5 жовтня 1962 року.

## Фільмографія
- 1916 — Нетерпимість  / Intolerance: Love's Struggle Throughout the Ages (як актор) — злодій
- 1917 — Джим Бладсо  / Jim Bludso
- 1919 — Зіпсована кохана / The Wicked Darling
- 1920 — Богоматір Стамбула /The Virgin of Stamboul
- 1925 — Нечестива трійця  / The Unholy Three
- 1926 — Дрозд  / The Blackbird
- 1926 — Дорога на Мандалай  / The Road to Mandalay
- 1927 — Невідомий  / The Unknown
- 1927 — Лондон після півночі  / London After Midnight
- 1929 — Тринадцятий стілець  / The Thirteenth Chair
- 1931 — Дракула  / Dracula
- 1931 — Залізна людина  / The Iron Man
- 1932 — Потвори  / Freaks
- 1935 — Знак вампіра  / Mark of the Vampire
- 1936 — Диявольська лялька  / The Devil Doll
- 1939 — Чудеса на продаж  / Miracles for Sale